# Hebbe Hebbes
Hebbe Hebbes (Wierum, 15 augustus 1850 - Wolvega, 15 september 1931) was een Nederlandse burgemeester.
Hebbes was officier bij het Koninklijk Nederlandsch-Indisch Leger, voordat hij in 1894 burgemeester werd in Zuidbroek en in 1897 van Delfzijl. Van 1906 tot 1928 was hij burgemeester van de gemeente Schoterland. Die gemeente ging in 1934 voor een groot deel op in de nieuwe gemeente Heerenveen. 
Hij trouwde in 1883 met Antje Boelema. Samen kregen zij twee dochters, die beiden op Ambon werden geboren.
Hebbes was Ridder in de Orde van Oranje Nassau.
In 1949 werd in Heerenveen de H. Hebbesstraat naar hem genoemd, in een buurt waar meer burgemeesters van Schoterland vernoemd zijn.